# Жерсеј (тканина)
Жерсеј  је плетена тканина која се углавном користи за производњу одеће. Првобитно је прављена од вуне, али се данас поред вуне прави и од памука и синтетичких влакана.

## Историја
Жерсеј је настао на Каналском острву Џерзи, и користио се за израду доњег веша и џемпера за рибаре. Записи показују да је ова тканина постојала још у средњем веку, и да је постепено стекла популарност широм Западне Европе током периода ренесансе и просветитељства. 
До 20. века, употреба жерсеја остала је ограничена, и углавном се користио у производњи мушког доњег веша и спортске или радне одеће.
Све се променило 1916. године када је легендарна модна дизајнерка Коко Шанел направила храбар потез укористећи жерсеј за елегантне одевне предмете. Због огромне популарности њеног дизајна, Шанелова одећа од жерсеја постала је универзална, а конкурентски дизајнери су брзо усвојили тренд који је она започела. Модни часопис Vogue је 1999. године објавио „Ова дизајнерка је направила од жерсеја оно што је данас—надамо се да је задовољна. Он је део наших живота колико и плави серж.“ 

## Карактеристике
Жерсеј се често назива плетеним материјалом који има два лица. На једној страни, оној правој, налази се мноштво ситних линија које су поређане вертикално, а на другој страни хоризонтално се налазе ситна зрна.
Жерсеј је веома топао материјал, флексибилан, растегљив и јако нежан, тако да може да се носи тик уз кожу. Такође је веома мекан, и самим тим јако удобан.
Жерсеј је тканина која се плете на једном сету игала са петљама које се спајају у истом правцу. Углавном се плете обичним шавом. С друге стране, дупли жерсеј се плете помоћу два сета игала, не увија се на ивицама (када је исечен) и има стабилнију структуру.

## Врсте
- Једноструки жерсеј - тканина тежине мање од 140g по квадратном метру, има једну равну и једну зрнасту страну.
- Интерлок жерсеј - познат и као дупли жерсеј, од две тканине једноструког жерсеја причвршћена дуж њихових зрнастих страна. Добијена тканина је глатка и равна са обе стране, а пошто има дуплу дебљину, даје већу изолацију и издржљивост.
- Жакард жерсеј - у тканину је уплетен узорак (често прилично сложен) како би се створила текстура. Може се користити једна боја предива или више боја предива.[8]
- Стреч жерсеј - растегљиви жерсеј је врста тканине која садржи уобичајени материјал, као што је вуна или полиестер, у комбинацији са спандексом или сличним еластичним влакном.[2]